# Bibliotheksordnung
Eine Bibliotheksordnung an einer Hochschulbibliothek regelt die organisatorische Stellung der Bibliothek in der Hochschule. Inhaltlich können beispielsweise die Befugnisse des Bibliotheksdirektors definiert werden und die Zusammenarbeit der Bibliothek mit Fachbereichen und anderen Einrichtungen. Außerdem kann die Aufgabenteilung zwischen zentralen und dezentralen Bibliotheken näher bestimmt werden und es können Erwerbungs- und Verwaltungsgrundsätze näher festgelegt werden. Eine Bibliotheksordnung ist nicht zwingend erforderlich.
Häufig wird der Begriff „Bibliotheksordnung“ auch synonym zum Begriff der „Benutzungsordnung“ gebraucht.